# Crambe crambe
Éponge encroûtante orange-rouge
Espèce
Crambe crambe est une espèce d'éponges encroûtantes orange-rouge de la famille des Crambeidae.